# Førde
Førde er en tidligere bykommune i Sunnfjord i Vestland fylke i Norge og er den største kommune i fylket. Kommunen grænser i nord til Naustdal, i øst til Jølster, Sogndal og Balestrand, i syd til Gaular og vest til Askvoll. Indbyggerne bliver kaldt Førdianere.
Den 1. januar 2020 blev Førde, Naustdal, Gaular og Jølster kommuner lagt sammen til Sunnfjord kommune.

## Geografi

### Topografi
Førde er ligesom andre kommuner i Sogn og Fjordane præget af fjeldene. Det højeste punkt i kommunen ligger på Grovabræen 1.636 m.o.h. Førde har bebyggelse inderst langs begge sider af Førdefjorden. Byen Førde ligger inderst i Førdefjorden, og videre deler landskapet sig i mindre dalstrøg. Holsavatnet er en sø i kommunen.

### Klima
Klimaet i Førde varierer fra ydterst langs fjorden til inderst i dalene. Førde har et forholdsvis vådt klima, med sne om vinteren og meget regn om sommeren.
Temperaturnormaler (celsius), nedbør (i millimeter) i Førde by. 
|           | jan  | feb  | mars | april | mai | juni | juli | aug  | sept | okt | nov | dec  | år   |
| --------- | ---- | ---- | ---- | ----- | --- | ---- | ---- | ---- | ---- | --- | --- | ---- | ---- |
| Tempratur | -1,8 | -2.2 | 1,4  | 4,5   | 9,9 | 13,5 | 14,2 | 13,9 | 10,4 | 7,0 | 1,5 | -0,2 | 6,0  |
| Nedbør    | 225  | 160  | 187  | 108   | 92  | 118  | 133  | 156  | 281  | 277 | 257 | 276  | 2270 |

## Samfund
Førde har flere byer:
- Angedalen
- Erdal
- Haukedalen
- Holsen
- Førde By
- Mo
- Sunde

- Områder i Førde by
  - Bergum
  - Bruland
  - Grovene
  - Presteholten
  - Halbrendslia
  - Haugum
  - Hogane
  - Sentrum
  - Indre Hafstad
  - Slåttebakkane
  - Vieåsen
  - Vie
  - Ytre Hafstad
  - Øyrane
  - Slåtten
  - Skora
  - Eplehagen
  - Runnen
  - Solvang
  - Hornnes

### Befolkningsmønster
Befolkningen har haft en god vækst de sidste 40 år. Befolkningen er hovedsagelig i byen Førde. Førde har haft en eksplosiv vækst set i forhold til andre kommuner i Sogn og Fjordane. Sunde er på vej til at vokse i sammen med byen og ekstensiv bygning på Vie har skabt efterspørgsel efter boliger længere væk fra bykernen.

### Religion
Førde har et asylmodtagelse i Haugum og har derved fået en del muslimske indbyggere. Disse har netop fået lokaler på Øyrane. Ellers er befolkningen hovedsageligt medlemmer af statskirken.

#### Kirker i Førde
- Førde kyrkje (1885)
- Holsen kyrkje (1861)
- Haukedalen kyrkje (1885)

## Kultur
Førde har profileret sig som kulturbyen i Sogn og Fjordane. Førde har et kunstmuseum og arrangerer årlig festivaler som for eksempel:
- Sommarfest
- Førde folkemusikkfestival

Hvert efterår bliver Førderevyen sat opp i Viking. Førderevyen er inde i det tolvte år med revyen Rombe-Feiden i 2006.

## Serverdigheder i Førde
- Hafstadfjellet
- Jølstra
- Sogn og Fjordane kunstmuseum
- Statuen «Laksen»
- Statuen av Oddvar Torsheim på Tangen
- Halbrendsfossen

### Trafik
Førde har Bringeland lufthavn, der har daglige afgange til Oslo og Bergen. E39 går gennem byen. Bussruder med mange afgange syd til Bergen, nordover til Ålesund og Trondheim og østover til Oslo.